# Johannes D. Peters
 Johannes D. Peters (* 30. Mai 1915 in Hamburg als Hans Detlef August Friedrich Ernst Peters; † 15. August 1986 in Hamburg) war ein deutscher Hörspielautor und Kolumnist.

## Leben

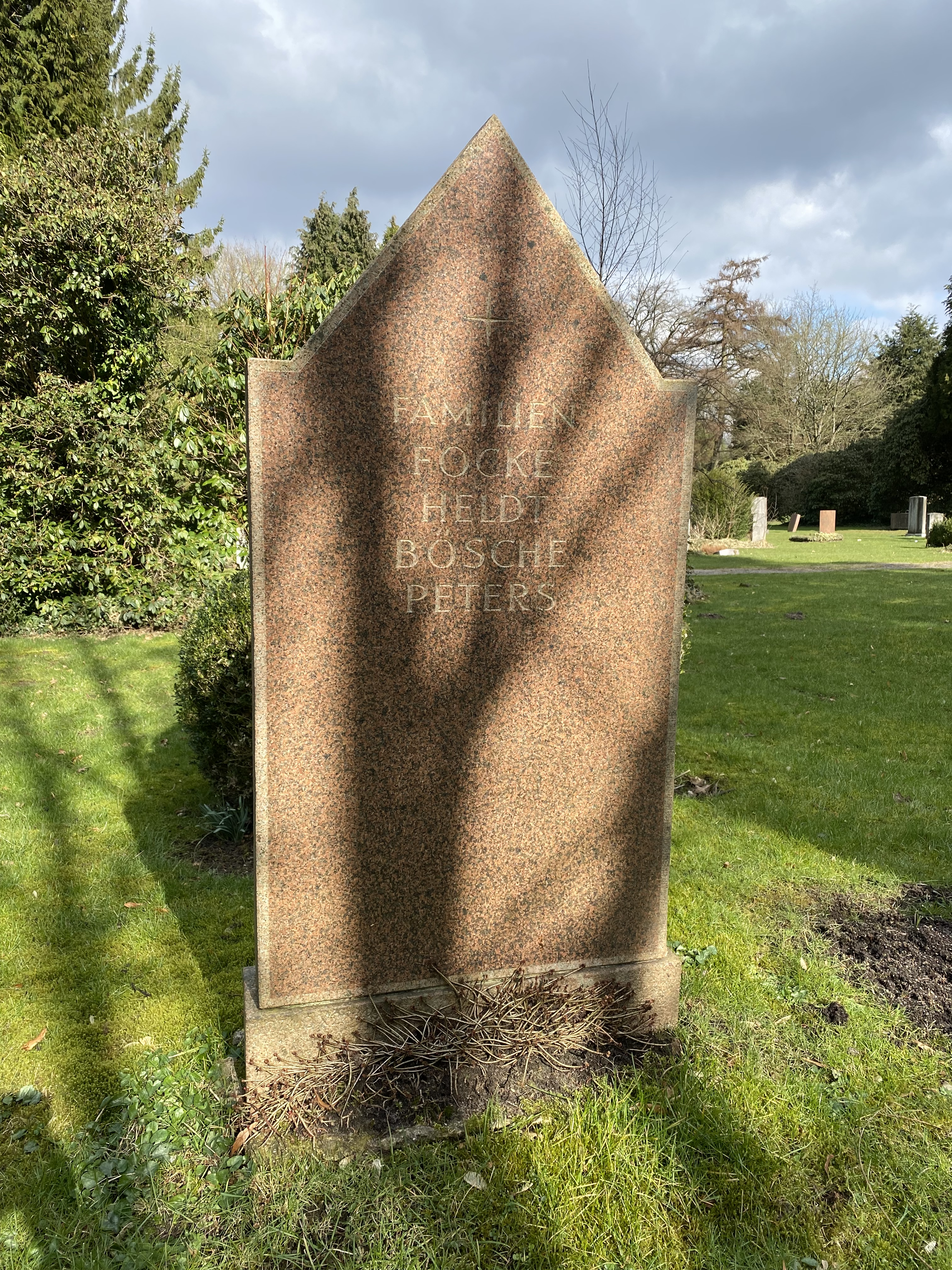
Grabstätte auf dem Friedhof Ohlsdorf

Nach Schule und Arbeitsdienst wurde Peters 1939 zur Wehrmacht eingezogen. In der Nachkriegszeit begann er zu schreiben. Sein erstes Hörspiel, die Adaption einer Pater-Brown-Geschichte von G. K. Chesterton, übertrug der NWDR Köln am 6. November 1948. Sein letztes von insgesamt ca. 30 Hörspielen sendete Radio Saarbrücken am 14. Dezember 1954. In der Folgezeit arbeitete Peters bei Agenturen und Verlagen in der Werbebranche.
Peters verstarb 71-jährig in seiner Geburtsstadt und wurde auf dem dortigen Friedhof Ohlsdorf beigesetzt. Die Grabstätte im Planquadrat X 27 liegt südwestlich von Kapelle 6.

## Hörspiele (Auswahl)
- 1948: Das Geheimnis des Pater Brown, Folge 1: Der zertrümmerte Spiegel – NWDR Köln – Regie: Eduard Hermann
- 1948: Das Geheimnis des Pater Brown, Folge 2: Vaudreys Verschwinden – NWDR Köln – Regie: Eduard Hermann
- 1948: Das Geheimnis des Pater Brown, Folge 3: Das Lied an die fliegenden Fische – NWDR Köln – Regie: Eduard Hermann
- 1948: Das Geheimnis des Pater Brown, Folge 4: Das schlimmste aller Verbrechen – NWDR Köln – Regie: Eduard Hermann
- 1948: Das Geheimnis des Pater Brown, Folge 5: Das Alibi der Schauspielerin – NWDR Köln – Regie: Eduard Hermann
- 1948: Das Geheimnis des Pater Brown, Folge 6: Der rote Mond von Meru – NWDR Köln – Regie: Eduard Hermann
- 1948: Das Geheimnis des Pater Brown, Folge 7: Der Mann mit den zwei Bärten – NWDR Köln – Regie: Eduard Hermann
- 1949: Ratsherren und Zünfte in Lübeck um 1380 – NWDR Hamburg – Regie: Otto Kurth
- 1949: Der alte Tarwater singt noch – NWDR Köln – Regie: Wilhelm Semmelroth
- 1949: Dr. Paulus lebt noch – NWDR Köln – Regie: Eduard Hermann
- 1950: Ein Sohn der Sonne, Folge 1: Vom Sohn der Sonne – NWDR Hamburg – Regie: Curt Becker
- 1950: Ein Sohn der Sonne, Folge 2: Aloysius Pankburns wunder Punkt – NWDR Hamburg – Regie: Curt Becker
- 1950: Ein Sohn der Sonne, Folge 3: Die Witzbolde von Neu Gibbon – NWDR Hamburg – Regie: Curt Becker
- 1950: Ein Sohn der Sonne, Folge 4: Ein Abend in Goboto – NWDR Hamburg – Regie: Curt Becker
- 1950: Ein Sohn der Sonne, Folge 5: Federn der Sonne – NWDR Hamburg – Regie: Curt Becker
- 1950: Ein Sohn der Sonne, Folge 6: Eine kleine Abrechnung – NWDR Hamburg – Regie: Curt Becker
- 1951: Die Bahnsteige sind leer, Folge 1: Gott vergisst einen Mann – NWDR Köln – Regie: Eduard Hermann
- 1951: Die Bahnsteige sind leer, Folge 2: Die Damen von Lenschow – NWDR Köln – Regie: Eduard Hermann
- 1951: Die Bahnsteige sind leer, Folge 3: Die Öffentlichkeit hat Zutritt – NWDR Köln – Regie: Eduard Hermann
- 1951: Die großen Brüder – NWDR Hamburg – Regie: Hans Freundt
- 1951: Zwei Welten – NWDR Hamburg – Regie: Hans Rosenhauer
- 1952: Die goldenen Fenster – NWDR Hamburg – Regie: Maria Einödshofer
- 1952: Man müsste nach Rom gehen – NWDR Köln – Regie: Raoul Wolfgang Schnell
- 1952: Die Ladenklingel, Folge 6: Meine Tante – Deine Tante – NWDR Hamburg – Regie: S. O. Wagner
- 1952: Die Ladenklingel, Folge 7: Sei jung durch Floriana – NWDR Hamburg – Regie: S. O. Wagner
- 1952: Die Ladenklingel, Folge 8: Der Fall Bierbaum – NWDR Hamburg – Regie: S. O. Wagner
- 1953: Die Ladenklingel, Folge 9: Arno als Freiwerber – NWDR Hamburg – Regie: S. O. Wagner
- 1954: Der zertrümmerte Spiegel – Radio Saarbrücken – Regie: Paul Güth